# 扭尖粗枝蘚
扭尖粗枝蘚（学名：Gollania clarescens）为灰蘚科粗枝蘚屬下的一个种。